# تاتي غبريال
تاتي غبريال (بالإنجليزية: Tati Gabrielle)‏ (مواليد 25 يناير 1996) هي ممثلة أمريكية.في مارس 2020 تم إختيارها لتمثل في فيلم أنشارتد.

## وصلات خارجية
- تاتي غبريال على موقع IMDb (الإنجليزية)
- تاتي غبريال على موقع ميتاكريتيك (الإنجليزية)
- تاتي غبريال على موقع روتن توميتوز (الإنجليزية)
- تاتي غبريال على موقع قاعدة بيانات الأفلام العربية
- تاتي غبريال على موقع ألو سيني (الفرنسية)
- تاتي غبريال على موقع ميوزك برينز (الإنجليزية)
- تاتي غبريال على موقع تيرنر كلاسيك موفيز (الإنجليزية)
- تاتي غبريال على موقع أول موفي (الإنجليزية)
- تاتي غبريال على موقع قاعدة بيانات الأفلام السويدية (السويدية)
- تاتي غبريال على موقع ديسكوغز (الإنجليزية)